# Омаха (народ)

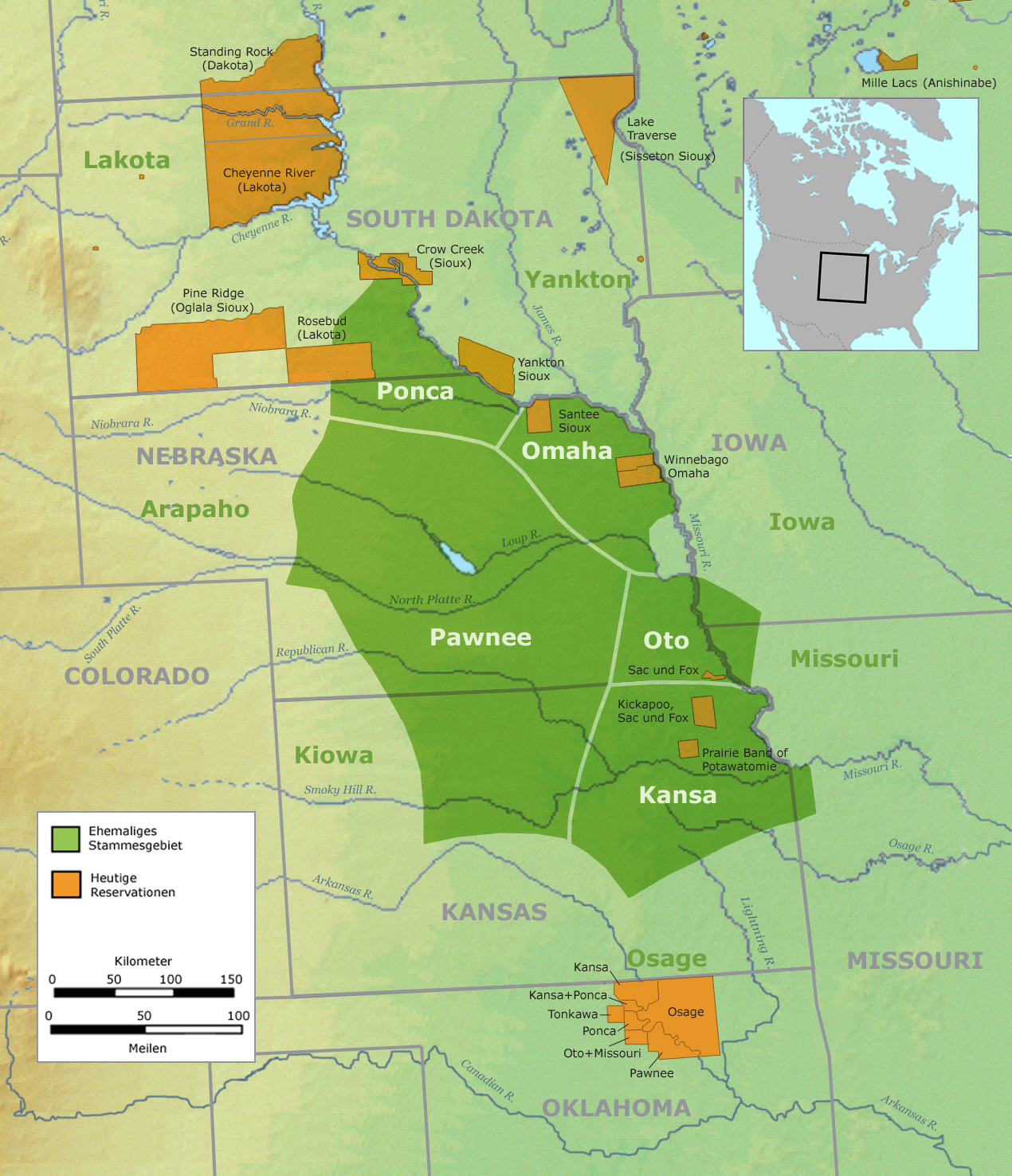
Область расселения Омаха в XIX веке

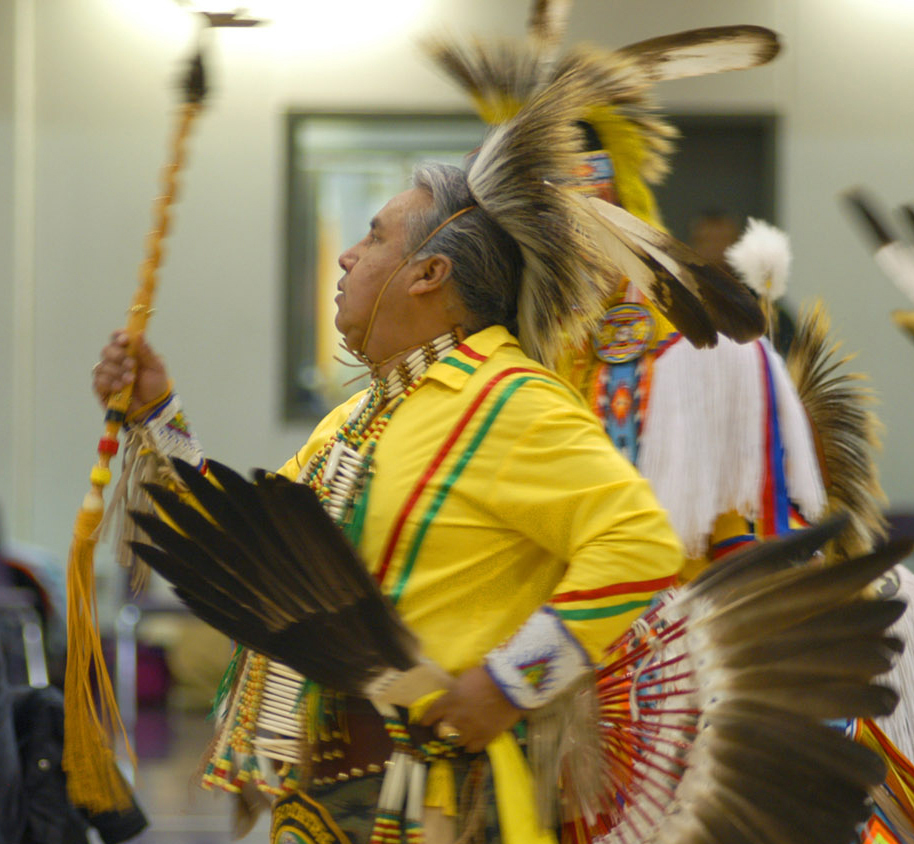
Танцор племени омаха, 2006 г.

Омаха, омахи — индейский народ группы дегиха (дхегиа) языковой семьи сиу. Название народа происходит от самоназвания умонхон (Umonhon) — «против течения»  (возникло в результате миграции племени вверх по реке Миссури). В настоящее время проживают в резервации Омаха на востоке Небраски и западе Айовы. Имеет 12 патрилинейных родов: Олень, Чёрный, Птица, Черепаха, Бизон, Медведь, Колдовство, Карканье, Голова, Красный, Гром, Многие времена года.

## История
По одной из версий в начале XVI века (по другой — в конце XVII века) омаха мигрировали из долин рек Огайо и Уобаш на запад. Согласно легендам, первыми, кого встретили омаха после достижения реки Миссури, были арикара. Именно арикара научили омаха строить земляные дома и выращивать маис. В середине XVIII века омаха жили на восточном берегу реки Миссури выше устья р. Биг-Сиу. В 1742 году французы основали торговый пост на землях омаха, пытаясь предотвратить испанское влияние. В дальнейшем омаха имели контакты с французскими, английскими и американскими торговцами. После эпидемии оспы омаха перебрались на правый берег Миссури.
Омаха не участвовали в войнах между французами и англичанами, а также англичанами и американцами. В 1815 году они подписали свой первый договор с правительством США. В последующем — при подписании договоров в 1825, 1830, 1836, 1854 и 1865 годах и актов в 1872 и 1874 годах — омаха были вынуждены продавать свои земли правительству США. Сейчас они проживают в своей резервации, основанной в 1854 году, общая площадь которой составляет 796,355 км².
В апреле 1978 года апелляционный суд признал за племенем права на территорию приблизительно 12 км² в штате Айова, где позже племя открыло казино в городе Онава. Племя еженедельно проводит пляски в городе Мейси.

## Население
2800 человек (1780). Эпидемия оспы, случившаяся в самом конце XVIII века, уменьшила племя до нескольких сотен человек. В 1802 году омаха было около 300. Льюис и Кларк оценили племя в 600 человек в 1804 году. Численность омаха снижалась до конца XIX века: 1829 г. — 1900 чел., 1843 г. — 1600 чел., 1851 г. — 1349 чел., 1857 г. — 1200 чел., 1864 г. — 953 чел., июнь 1884 г. — 1179 чел. (246 семей). В 1906 г. омаха насчитывали 1228 чел., в 1909 г. — 1128 чел., в 1930 г. — 1103 чел., в 1940 г. — 1642 чел., в 1950 г. (перепись) — 2006 чел., в 1968 г. — 2660 чел., в 1990 г. (перепись) — 4363 чел., в 1995 г. — 5012 чел., в 1997 г. — 6428 чел., в 1999 г. — 5441 чел., в 2001 г. — 5427 чел., в 2003 г. — 5605 чел., а в 2005 году численность официально зарегистрированных членов племени составила 5853 чел. В 1993 году насчитывалось всего 60 человек, владевших языком омаха.

## Известные представители
- Фрэнсис Ла Флеш — писатель и антрополог.
- Родни Грант[англ.] — актёр.
- Логан Фонтенелль[англ.] — вождь племени.